# Tileagd
Tileag (węg. Mezőtelegd) – wieś w Rumunii, w okręgu Bihor, w gminie Tileagd. W 2011 roku liczyła 4042 mieszkańców.